# Kościół św. Mikołaja w Sulęcinie
Kościół pw. św. Mikołaja w Sulęcinie – rzymskokatolicki kościół filialny należący do parafii św. Henryka w Sulęcinie.

## Historia
Świątynia została zbudowana w XIV wieku przez templariuszy. Początkowo była to skromna jednonawowa budowla wzniesiona z kostki granitowej i nakryta sklepieniem krzyżowym, następnie przez kolejne lata była wielokrotnie rozbudowywana. W XV wieku została dobudowana wieża po zachodniej stronie korpusu nawowego. Swój ostateczny kształt świątynia uzyskała w latach 1899-1900. 
Kościół został spalony w lutym 1945 roku po wkroczeniu do Sulęcina Armii Czerwonej. Został zniszczony w tym czasie powstały na początku XVI wieku późnogotycki ołtarz szafiasty, oraz więźba dachowa, ostatnia kondygnacja wieży świątyni oraz gwieździste sklepienie z XIV wieku nakrywające nawę i prezbiterium. Z kolei nie zostały zniszczone: cokół granitowy ścian obejmujący długość trzech przęseł zachodnich, ostrołukowe okna oraz portale i blendy wykonane z profilowanej cegły. 
Na przełomie lat czterdziestych i pięćdziesiątych XX wieku Kościół został wyremontowany i uzyskał dzisiejszy kształt.